# Челышева, Мария Васильевна
Мари́я Васи́льевна Челы́шева (5 сентября 1910, Челышевский, Нижне-Волжский край — 4 августа 1978, Озёры, Московская область) — доярка овоще-молочного совхоза «Озёры» Министерства совхозов СССР Озёрского района Московской области. Герой Социалистического Труда (1950).

## Биография
Мария Челышева родилась в 1910 году в хуторе Челышевском, Волгоградская область. Там она окончила школу и 1924 году вступила в комсомол. В 1936 году Мария переехала в Озёры (Московская область).
Спустя время комсомольцы совхоза «Озёры» выбрали её своим комсоргом, молодую доярку тепло встретили в коллективе. Однако Мария столкнулась со многими трудностями — в то время совхоз только начинал путь поступательного развития механизации и автоматизации трудоёмких процессов на хуторе, работа доярки требовала больших физических усилий, ей ставили задачу работать самостоятельно с большой группой, а не с самыми продуктивными фуражными коровами.
В годы Великой Отечественной войны М. В. Челышева работала дояркой в овоще-молочном совхозе «Озёры» Министерства совхозов СССР по 14—16 часов в сутки. Помимо доения коров она также ухаживала за ними. Труд мирных колхозников осложнялся требованиями военного времени. Из-за нехватки рабочих ей приходилось самой добывать корм с полей, загружать и разгружать повозки. Бригадир животноводческой бригады Мария Челышева эвакуировала зимой всё дойное стадо в Рязанскую область вместе с такими же молодыми работницами, чтобы спасти стадо и снабдить людей мясом и молоком.
В послевоенный период Мария Васильевна стала больше проявлять трудовую активность. Вместо одной она брала под свою опеку две группы дойных коров. Отмечается, что первое время ей было тяжело, болели руки, приходилось спать по 2—3 часа в сутки, контролировать кормление животных, при этом всё время находиться на ферме с ночёвкой.
Молочная продуктивность группы коров, закреплённой за Марией Васильевной, постепенно увеличивалась. По итогам социалистического соревнования в совхозе она заняла первое место. Затем стала лучшей дояркой Московской области, сумевшей получить от каждой фуражной коровы 5770 кг молока жирностью не менее 3,5 %. В конце 1940-х годов М. В. Челышева стала лауреатом Выставки достижений народного хозяйства.
В 1949 году М. В. Челышева получила от 8 коров по 5887 кг молока с содержанием 211 кг молочного жира в среднем от коровы за год.
В соответствии с Указом Президиума Верховного Совета СССР от 20 апреля 1949 года за достижение высоких показателей в животноводстве в 1949 году при выполнении совхозом плана сдачи государству сельскохозяйственных продуктов и выполнении годового плана прироста поголовья по каждому виду продуктивного скота и птицы Указом Президиума Верховного Совета СССР в 1950 году Марии Васильевне Челышевой было присвоено звание Героя Социалистического Труда с вручением ордена Ленина и золотой медали «Серп и Молот» за большой вклад в развитие сельского хозяйства, увеличения продуктивности дойного стада, повышение реализации высококачественной продукции сельского хозяйства (за успешную работу в период первой пятилетки после войны —четвёртой пятилетки).
Воспитывала троих детей. Дважды избиралась депутатом Озёрского городского Совета народных депутатов.
Скончалась в 1978 году. Решением Совета депутатов Озёрского района № 283-29 от 26 июля 2002 года М. В. Челышевой было посмертно присвоено звание «Почётного гражданина Озёрского района».

## Награды
- Герой Социалистического Труда — указом Президиума Верховного Совета СССР в 1950 году;
- Орден Ленина, медаль «Серп и Молот» (1950);
- Звание «Почётного гражданина Озёрского района» (26 июля 2002).

## Память
- В 2000 году на доме в центральной усадьбе совхоза «Озёры», в котором проживала Герой Социалистического Труда М. В. Челышева, была установлена памятная мемориальная доска.